# Verkkosaari (ö i Norra Österbotten, Koillismaa)
Verkkosaari är en halvö i Finland. Den ligger i sjön Kangerjärvi och i kommunen Kuusamo i den ekonomiska regionen  Koillismaa ekonomiska region  och landskapet Norra Österbotten, i den nordöstra delen av landet, 700 km norr om huvudstaden Helsingfors.